# In Another's Nest
In Another's Nest è un cortometraggio muto del 1913 diretto da Allan Dwan. Il film aveva tra gli interpreti J. Warren Kerrigan e Jessalyn Van Trump.

## Trama
Un vecchio milionario cerca di portare sangue fresco nella sua antica e decadente famiglia.
Trama in (EN)  di Moving Picture World  su IMDb

## Produzione
Il film fu prodotto dall'American Film Manufacturing Company come Flying A.

## Distribuzione
Distribuito dalla Mutual Film, il film - un cortometraggio in una bobina - uscì nelle sale cinematografiche USA il 17 aprile 1913.